# John Peter Gassiot
John Peter Gassiot FRS (2 de abril de 1797 — 15 de agosto de 1877) foi um empresário e físico inglês.